# 軍事刑務所
軍事刑務所（ぐんじけいむしょ、英: Military prison）または軍事監獄（ぐんじかんごく）とは、戦争犯罪などを起こした軍人や戦闘員を専門に収容する刑務所である。ただし、裁判を経た服役者を収容する刑務所のほか、軍隊内での簡易な懲罰のための拘束施設である営倉を含む事もある。また、広義においては、軍隊が管理する強制収容所も含まれる。

## 概要
軍事刑務所には2種類あり、1つは軍規違反を犯した自軍の軍人を収容するもの、もう1つは、戦争において拘束した捕虜や「敵性戦闘員」を収監するものである。後者は特に捕虜収容所（en）と呼ばれる。
前者においては、軍隊からの脱走、暴力行為、武器の不正使用等の軍規違反を犯した者を憲兵が逮捕し、軍法会議による裁判に基づいて収監される場合が大半である。基地内で事件を起こした軍人を懲罰として収監する営倉も、広い意味でこの種の軍事刑務所に含まれる。
後者においては、終戦まで収監する例と、前者と同じく軍法会議により収監期限を定める場合がある。
こうした軍事刑務所は、古代から何らかの形で存在し続けてきた制度である。古代から中世にかけては、一般に刑務所と軍隊が密接な関係にあることが多かった。これは、多数の囚人の管理や刑の執行には、軍事力が欠かせなかったからである。防御施設としての城塞が、そのまま捕虜や政治犯の刑務所としての機能を兼ねることがしばしばあった。

## 各国の軍事刑務所

### アメリカ
アメリカ軍においては、統一軍事裁判法に基づき処遇が定められている。一般的に、アメリカ軍内部での脱走兵の追跡及び捜査に関しては、犯罪捜査司令部（陸軍）、情報部警察、海軍犯罪捜査局（共に海軍）、特捜局（空軍）によって行われ、軍法会議を経て収監される。
- アメリカ陸軍の場合、士官の犯罪者と7年以上の懲役を受けた兵士は、カンザス州レブンワースにあるアメリカ合衆国教化隊に収容され、それ以外には男性専用のブッキンハム矯正センターなど5箇所の基地で収容される。
- アメリカ空軍の場合、カートランド空軍基地、イギリスのレイクンヒース空軍基地、テキサス州にあるラックランド空軍基地に収容される。
- アメリカ海軍の場合、11箇所にある収容所・営倉へ収容される（因みに横須賀基地の横須賀海軍施設にも営倉がある）。また、戦闘艦内で起こった事件の被疑者を収監するため、一部の航空母艦や強襲揚陸艦などに営倉が設けられている。
- アメリカ海兵隊の場合、4箇所（沖縄県のキャンプ・ハンセン、カリフォルニア州ミラマー航空基地、ヴァージニア州クアンティコ、他一箇所）に設けられている営倉に収監される。

詳しくはen:List of U.S. military prisonsを参照されたし。
その他、イラク人戦犯収容所（正確には捕虜として認められていない）としてアブグレイブ刑務所、テロリスト（とされた者）を収監する専用の刑務所には、キューバのグァンタナモ米軍基地が存在する（後述の問題参照）。
因みにアルカトラズ島も、1861年から1933年までは軍事刑務所であった。

### カナダ
カナダ軍では、14日以上拘留されるような事案を起こした場合、アルバータ州エドモントンにある、エドモントン基地（en:CFB Edmonton）に収容される。2年以上（729日以上）収監する場合は、民間刑務所に収容する事となっている。

### イギリス
イギリス軍では、軍法会議を経て28日以上収監される軍人は、コルチェスター・ギャリソン（Garrison en:Colchester Garrison）にあるMilitary Corrective Training Centre、別名グラスハウス（en:Glass house）と呼ばれる場所へ収監される。管理はイギリス刑務局（en:Her Majesty's Prison Service）によって行われる。

### 日本
近代の日本において軍事刑務所は、戊辰戦争後に、旧幕府軍側の捕虜を一般人とは隔離して収監したことに始まる。しかし、その後の法制では、懲罰用の営倉を除く全ての刑務所が内務省管轄とされた。
大日本帝国憲法下の日本軍に狭義の軍事刑務所が誕生するのは、1888年に衛戍条例（明治21年勅令第30号）制定によって、衛戍監獄が認められた時である。ただし、それ以前の1883年に陸軍監獄則、1884年に海軍監獄則が発出されていた。最初の衛戍監獄は、東京鎮台に設けられたもので、旧虎ノ門徒刑場の建物を代々木練兵場（現代々木公園）に移設して使用した。1908年には陸軍監獄令（明治41年勅令第234号）と海軍監獄令（明治41年勅令第235号）が制定され、以後の軍事刑務所運用の基本規定となった。1922年には、「陸軍衛戍監獄」は「陸軍刑務所」へと改称している。1945年の第二次世界大戦での敗戦後に廃止され、収監中の受刑者は一般刑務所に移管された。
陸軍の軍事刑務所は、各鎮台、後に常備師団の衛戍地に置かれた。海軍の軍事刑務所は、鎮守府などに置かれた。それぞれ、陸軍軍人・軍属などと海軍軍人・軍属などで懲役刑か禁錮刑に処せられた者を服役させる施設として用いられたほか、未決拘禁者や死刑囚を拘置する拘置所相当の施設も併設されていた（陸軍監獄令1条1項および3条。海軍監獄令1条1項および3条）。別に、各部隊には懲罰用の営倉も置かれ、捜査機関である憲兵隊には容疑者を勾留する留置場があった。なお、犯罪傾向の進んだ者については、陸軍教化隊（初期には陸軍懲治隊）という出獄後の矯正機関が姫路市に設けられていた。
軍監獄・軍刑務所での処遇を一般刑務所に比べると、軍事訓練が刑務作業として課されていることが特殊で、また陸軍では軍人勅諭朗読などを通じた教化が重視されたり、海軍では重い砲丸を運ばせる苦役が規定されているなどの独自性が見られた。
日本国憲法下の自衛隊においては、自衛隊刑務所という機関の類は存在しない。日本国憲法第76条第2項が軍法会議を含む全ての特別裁判所及びこれに類するものの設置を禁じている為で、警務隊が自衛隊法違反で逮捕、または書類送検した自衛官の被疑者でも、通常の被疑者同様検察庁へ送り、通常裁判を経て一般の拘置所及び刑務所に収監される。

## シリア
首都ダマスカス郊外にサイドナヤ刑務所があり、多くの反政府主義者などを拘束してきた。人権団体アムネスティ・インターナショナルは、同刑務所内で2011年-2015年の間に5,000～1万1,000人が死亡したと批難している。2017年、アメリカは刑務所に火葬場を設けて遺体を処理していると指摘している

## 軍事刑務所の問題点
軍刑務所ではその運用の性質上、虐待などの問題が発生する事が多い。
特に捕虜収容所においては、ジュネーヴ条約などの戦時国際法に基づき運用される事となっているが、戦争と言う性質上、条約調印をしていない国家などによる捕虜虐待など、必ずしも厳守されているとは言い難い。キューバにあるグァンタナモ米軍基地で発生した一連の虐待事件及び、アブグレイブ刑務所で発生した虐待事件がその一例である。

## 作品における軍事刑務所
映画や文学作品における軍事刑務所は、特に第一次世界大戦から第二次世界大戦にかけてをテーマにした作品が多く、それ以外にもよく取り上げられるテーマである。
以下はその一例である。
- 戦場のメリークリスマス
- ジャスティス
- 大脱走
- ラスト・キャッスル
- Xファイル

第9シーズン第19・20話
- グアンタナモ、僕達が見た真実
- 叛乱　立野信之